# Trouble in Mind (brano musicale)
Trouble in Mind è un brano musicale a otto battute di genere blues, composto e registrato per la prima volta da Richard M. Jones (1892-1945), autore e pianista jazz statunitense.
È stato inciso da numerosi artisti, fra i quali (in ordine alfabetico): Mose Allison; Jeff Beck (Beckology); Elkie Brooks e Humphrey Littelton (Trouble in Mind, 2003); Big Bill Broonzy; Johnny Cash (Unearted Vol. 2);Sam Cooke; King Curtis (All That Blues); Bob Dylan e Mark Knopfler (registrata nel 1998); Marianne Faithfull; Aretha Franklin; Natalie Gardiner; Peter Green; Big Walter Horton e Carey Bell; Janis Joplin; Jerry Lee Lewis e Eric Clapton (Last Man Standing);John Lee Hooker; Night Losers; Jim McShann, Duke Robillard e Maria Muldaur; Nina Simone (Nina Simone at Newport, 1960);Sister Rosetta Tharpe; Big Joe Turner, Dinah Washington, Fred Neil.